# فی دوشیزه
فی دوشیزه یک ستاره است که در صورت فلکی دوشیزه قرار دارد.